# 查干花泡
查干花泡是一个位于中国吉林省前郭尔罗斯县的湖泊，面积约为7平方千米，平均水深约为1.5米。